# آيت السبع الجديدة (آيت السبع)
آيت السبع الجديدة هو دُوَّار يقع بجماعة بني تادجيت، إقليم فكيك، جهة الشرق في المملكة المغربية. ينتمي الدوّار لمشيخة آيت السبع التي تضم 3 دواوير. يقدر عدد سكانه بـ 378 نسمة حسب الإحصاء الرسمي للسكان والسكنى لسنة 2004.

## وصلات خارجية
- البوابة الوطنية للجماعات الترابية
- المندوبية السامية للتخطيط